# Rheinniederung Karlsruhe - Rheinsheim
Rheinniederung Karlsruhe - Rheinsheim este o arie protejată (sit de importanță comunitară — SCI, arie de protecție specială avifaunistică — SPA) din Germania întinsă pe o suprafață de 5.115,67 ha, integral pe uscat.

## Localizare
Centrul sitului Rheinniederung Karlsruhe - Rheinsheim este situat la coordonatele 49°08′22″N 8°23′22″E / 49.1394°N 8.3894°E.

## Înființare
Situl Rheinniederung Karlsruhe - Rheinsheim a fost declarat arie de protecție specială avifaunistică în martie 2001 pentru a proteja 36 de specii de animale. Situl a fost protejat și ca sit de importanță comunitară în martie 2001.

## Biodiversitate
Situată în ecoregiunea continentală, aria protejată nu include niciun habitat protejat.
La baza desemnării sitului se află mai multe specii protejate de  păsări (36): lăcar mare (Acrocephalus arundinaceus), pescăruș albastru (Alcedo atthis), rață mică (Anas crecca crecca), Anas platyrhynchos platyrhynchos, Anas strepera strepera, Ardea cinerea cinerea, Ardea purpurea purpurea, rață-cu-cap-castaniu (Aythya ferina), rața moțată (Aythya fuligula), buhai de baltă (Botaurus stellaris stellaris), Bucephala clangula, barză albă (Ciconia ciconia ciconia), erete de stuf (Circus aeruginosus), ciocănitoarea de stejar (Dendrocopos medius), ciocănitoare neagră (Dryocopus martius), egretă albă (Egretta alba), presură sură (Emberiza calandra), șoimul rândunelelor (Falco subbuteo), Fulica atra atra, capîntortură (Jynx torquilla), sfrâncioc roșiatic (Lanius collurio), pescăruș sur (Larus canus), Luscinia svecica cyanecula, ferestraș mic (Mergus albellus), Mergus merganser merganser, gaia neagră (Milvus migrans), codobatura galbenă (Motacilla flava), vultur pescar (Pandion haliaetus), viespar (Pernis apivorus), cormoran mare (Phalacrocorax carbo carbo), ciocănitoare verzuie (Picus canus), Podiceps cristatus cristatus, Rallus aquaticus aquaticus, pițigoi-pungar (Remiz pendulinus), Tachybaptus ruficollis ruficollis, nagâț (Vanellus vanellus).